# Caenacis inflexa
Caenacis inflexa är en stekelart som först beskrevs av Julius Theodor Christian Ratzeburg 1848.  Caenacis inflexa ingår i släktet Caenacis och familjen puppglanssteklar. Arten är reproducerande i Sverige. Inga underarter finns listade.